# (2790) Needham
(2790) Needham es un asteroide perteneciente al cinturón de asteroides descubierto por el equipo del Observatorio de la Montaña Púrpura desde el observatorio homónimo de Nankín, China, el 19 de octubre de 1965.

## Designación y nombre
Needham fue designado al principio como 1965 UU1.
Más adelante, en 1990, se nombró en honor del bioquímico británico y estudioso de la historia científica de China Joseph Needham (1900-1995).

## Características orbitales
Needham orbita a una distancia media de 2,651 ua del Sol, pudiendo acercarse hasta 2,17 ua y alejarse hasta 3,132 ua. Tiene una excentricidad de 0,1814 y una inclinación orbital de 14,64 grados. Emplea en completar una órbita alrededor del Sol 1577 días.

## Características físicas
La magnitud absoluta de Needham es 12,5.